# 小僧の神様
「小僧の神様」（こぞうのかみさま）は、1920年（大正9年）に雑誌「白樺」1月号に発表された志賀直哉の短編小説である。この作品は、志賀が「小説の神様」と呼ばれるようになるほど知名度を上げるきっかけになった。

## あらすじ
神田の秤屋で奉公をしている仙吉（小僧）は、番頭達の話で聞いた鮨屋に行ってみたいと思っていた。ある時、使いの帰りに鮨屋に入るものの、金が足りずに鮨を食べることができない仙吉を見かけた貴族院の男（A）は、後に秤屋で仙吉を見つけ、鮨を奢る。
鮨を奢られた仙吉は「どうして番頭たちが噂していた鮨屋をAが知っているのか」という疑問から、Aは神様なのではないかと思い始める。仙吉はつらいときはAのことを思い出し、いつかまたAが自分の前に現れることを信じていた。一方、Aは人知れず悪いことをした後のような変に淋しい気持ちが残っていた。
ちなみに、本文の十節には「『Aの住所に行ってみると人の住まいが無くそこには稲荷の祠があり小僧は驚いた』というようなことを書こうかと思ったが、そう書くことは小僧に対して少し惨酷な気がしたため、ここで筆を擱く」という擱筆の文が挿入されている。

## 登場人物
仙吉
神田のある秤屋に奉公する十三、四の小僧。
番頭
仙吉の奉公する秤屋の番頭。ある秋、若い番頭と鮨屋の話をする。
若い番頭
仙吉の奉公する秤屋で働いている。鮪の脂身が好きでそのことを番頭に話題にされる。幸(こう)と呼ばれている。
A
若い貴族院議員。同僚に通の話を説かれ屋台鮨に赴く。
B
Aの同僚。鮨の趣味の通をAに説く。後にAと共にY夫人の音楽会に行く。
Y夫人
AとBが参加する音楽会を主催した女性。力強い独唱を感じたAの「淋しい気持ち」を和らげる。
屋台の鮨屋の主
仙吉が最初に入った鮨屋の主。仙吉が取ろうとした鮨の代金が足りないこと指摘し、その後、彼が手放した鮨を食べて処理する。
松屋の近所の鮨屋の主
充分食べておくれと代金を渡したAを仙吉が顔馴染みでないと言ったのを聞いて、かみさんと顔を見合わせる。
かみさん
松屋の近所の鮨屋に連れて来られた仙吉を案内した女性。障子を締め切り、仙吉が遠慮せず見栄もなく食いたいように食えるようにする。
細君
Aの妻。Aが仙吉に鮨を奢った後、感じた淋しい気持ちを打ち明けられる。
Aとの間に幼稚園になる子供がいる。
伯母
仙吉の伯母。お稲荷様信仰が極まり、仙吉の前でも予言やものの言い当てをしたことがある。
作者
物語の最後に現れ、書かないことにした結末を読者に示す。

## 評価など
太宰治は、随想『如是我聞』において、本作について以下のとおり述べている。
この者は人間の弱さを軽蔑している。自分に金のあるのを誇っている。「小僧の神様」という短篇があるようだが、その貧しき者への残酷さに自身気がついているだろうかどうか。ひとにものを食わせるというのは、電車でひとに席を譲る以上に、苦痛なものである。何が神様だ。その神経は、まるで新興成金そっくりではないか。

## テレビドラマ
- 1957年、日本テレビの『山一名作劇場』（山一證券一社提供。火曜20:00 - 20:30）で放送された。
  - 脚本：梅田晴夫
  - 演出：池田義一
  - 出演：木村功・鈴木春夫・加藤治子・島田妙子
- 1962年5月6日、NHK総合テレビの『こども名作座』で放送された。
  - 出演：中条静夫

| 日本テレビ 山一名作劇場    | 日本テレビ 山一名作劇場 | 日本テレビ 山一名作劇場 |
| 前番組                     | 番組名                  | 次番組                  |
| -------------------------- | ----------------------- | ----------------------- |
| 本日休診                   | 小僧の神様 （1957年版） | 石中先生行状記          |
| NHK総合テレビ こども名作座 |                         |                         |
| 坊っちゃん                 | 小僧の神様 （1962年版） | 牛をつないだ椿の木      |